# طومان بای دوم

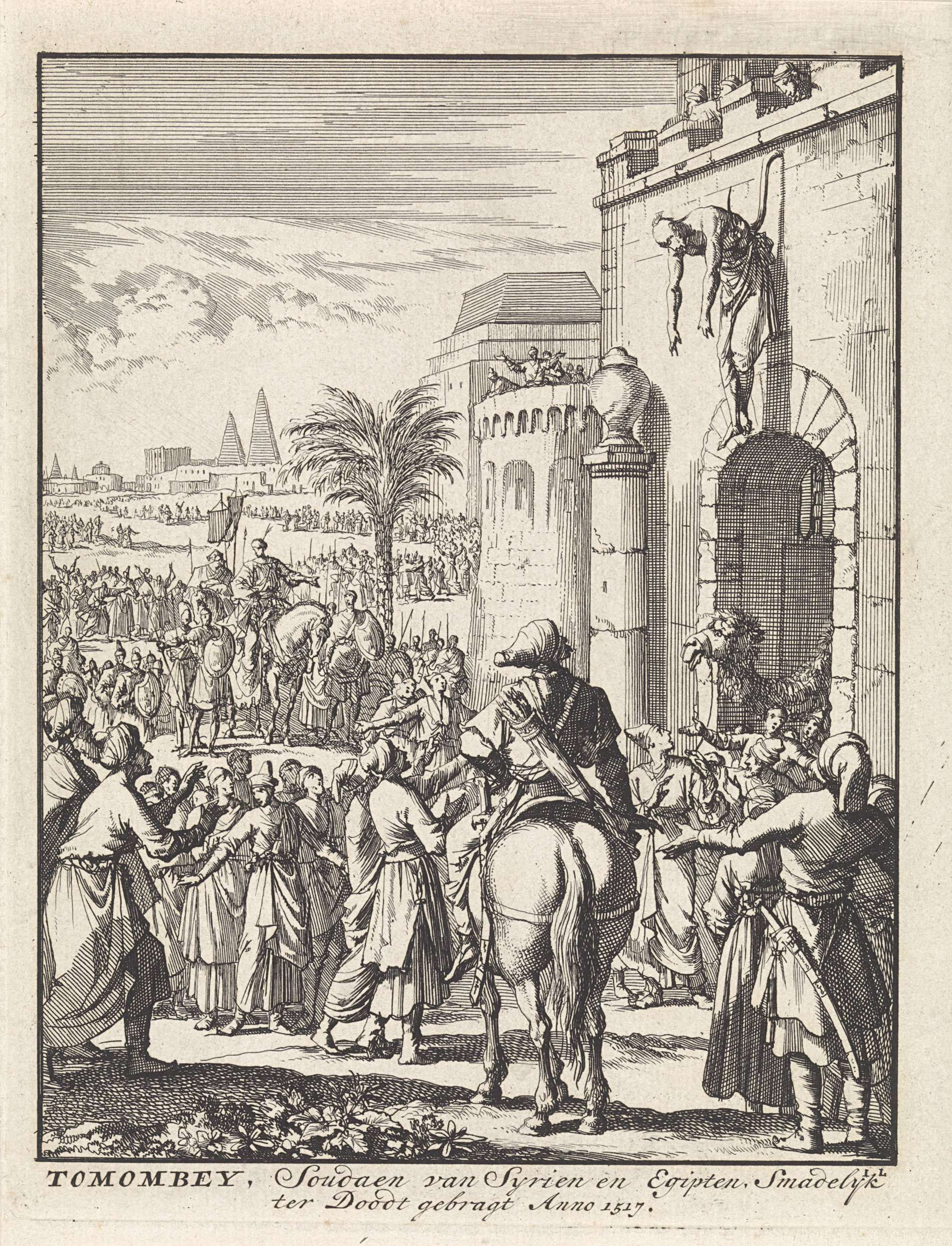
اعدام طومان‌بای دوم

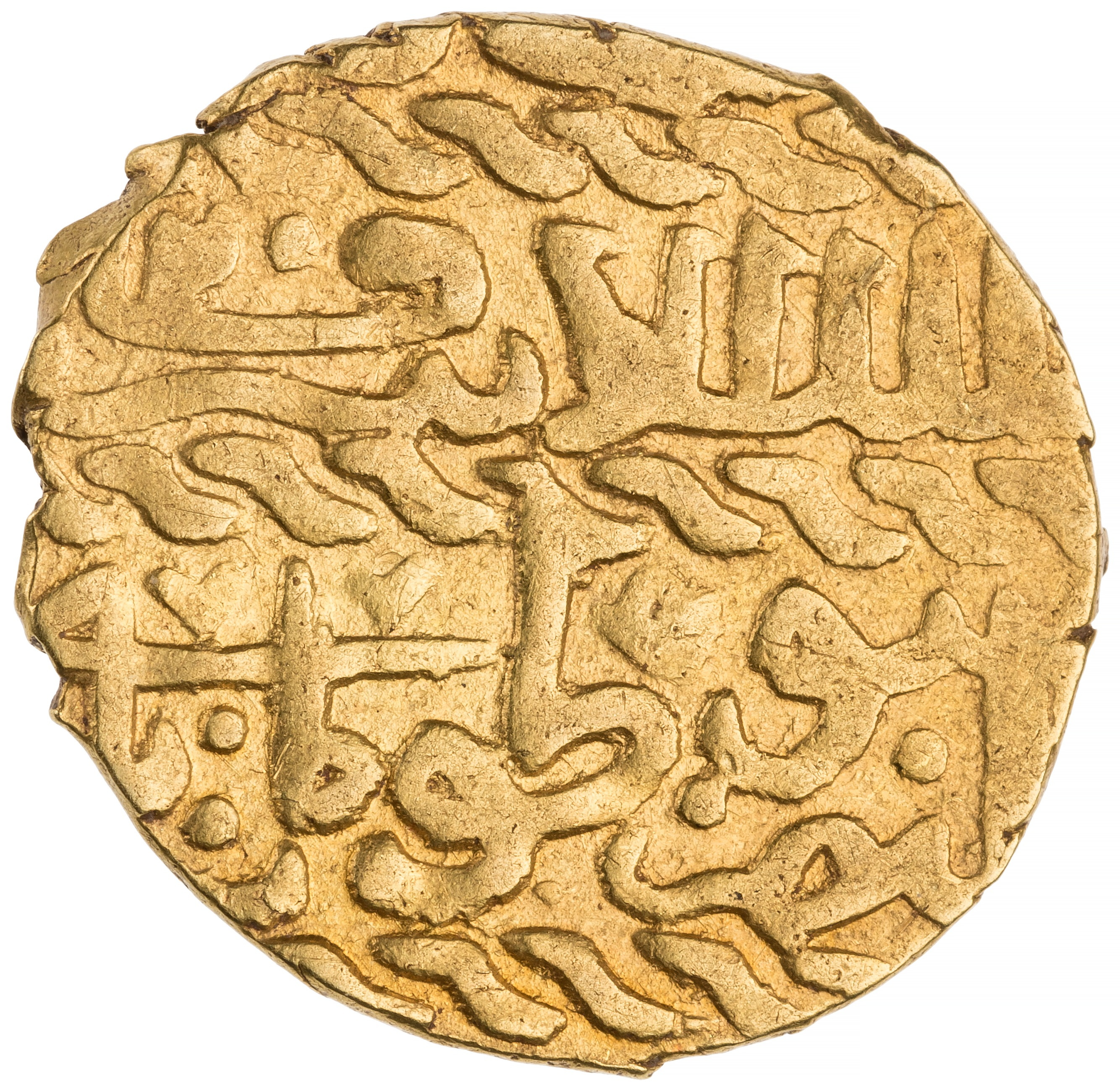
دینار طلای طومان‌بای دوم

طومان‌بای دوم (به عربی: الأشرف أبو النصر سيف الدين طومان باي الثاني یا طومان باي الجركسي الأشرفي القايتبائي الملك الصالح) (پادشاهی: ۱۵۱۶-۱۵۱۷) واپسین فرمانروای مملوکی برجی مصر بود. وی برادرزاده قانصوه غوری (سلطان پیش از خود) به‌شمار می‌رفت.
با شکست طومان‌بای از سلطان سلیم یکم عثمانی در نبرد ریدانیه در ۲۹ ذوالحجه ۹۲۲ هجری (۲۲ ژانویه ۱۵۱۷ میلادی) فرمانروایی ممالیک برجی در مصر به پایان رسید و این کشور به قلمرو امپراتوری عثمانی پیوست. وی سرانجام در ۲۲ ربیع‌الاول ۹۲۳ هجری در ۴۴ سالگی در قاهره به دار آویخته شد.

## بن‌مایه‌ها
- ابن إياس الحنفي، زين الدين أبو البركات محمد بن أحمد، بدائع الزهور في وقائع الدهور.
- الطبري، علي بن عبد القادر (١٤١٦ھ/١٩٩٦م). الأرج المسكي في التاريخ المكي وتراجم الملوك والخلفاء، تحقيق سعيد عبد الفتاح وأشرف أحمد الجمّال، الطبعة الأولى، مكة: المكتبة التجارية.

1. ↑  «طومان باي الجركسي الأشرفي الملك الصالح».
2. ↑  الطبري، الأرج المسكي، ۲۵۷. (عربی)
3. ↑  ابن ایاس، بدائع الزهور، ج۵، ص ۱۴۴ و ۱۴۵. (عربی)
4. ↑  ابن ایاس، بدائع الزهور، ج۵، ص ۱۷۵ و ۱۷۶. (عربی)